# Тимошиніна Світлана Олексіївна
Тимошиніна Світлана Олексіївна (15 липня 1973) — російська стрибунка у воду.
Учасниця Олімпійських Ігор 1996, 2000, 2004 років. Срібна медалістка Чемпіонату світу з водних видів спорту 2001 року і бронзова 2003 року в синхронних стрибках з десятиметрової вишки.